# Sandra Kiriasis
Sandra Kiriasis, née Prokoff le 4 janvier 1975 à Dresde, est une pilote de bobsleigh allemande. Elle a notamment remporté un titre olympique lors des JO de 2006 et cinq titres de championnes du monde (bob à 2 en 2005, 2007 et 2008, équipe mixte en 2007 et 2008), ainsi que huit coupes du monde (2004, 2005, 2006, 2007, 2008, 2009, 2010 et 2011).

## Biographie
Après avoir pratiqué l'athlétisme, le saut en longueur en particulier, elle devient une championne de luge. Elle obtient ainsi une médaille de bronze mondiale junior en 1993.
En 2000, lorsque le bobsleigh féminin devient discipline olympique, elle décide d'en faire. Après une médaille d'argent aux Jeux olympiques d'hiver de 2002, elle devient rapidement l'une des meilleures pilotes de la discipline dont elle remporte huit coupes du monde consécutives de 2004 à 2011. En 2005, elle remporte également son premier titre mondial.

### Saison 2010
Sandra Kiriasis remporte pour la septième fois d'affilée le classement général de la Coupe du monde, notamment en raison de sa régularité. En effet, elle monte lors des huit épreuves à six reprises sur le podium sans pour autant remporter une seule course. Sa coéquipière (freineuse) n'est pas la même tout au long de la saison puisqu'elle effectue ses étapes soit avec Berit Wiacker, Janine Tischer ouChristin Senkel. Cette victoire au classement général la place alors dans une position de favorite pour le titre olympique à Vancouver qui clôt la saison de bobsleigh.

## Palmarès

### Jeux Olympiques
- : médaillé d'or en bob à 2 aux JO 2006.
- : médaillé d'argent en bob à 2 aux JO 2002.

### Championnats monde
- : médaillé d'or en bob à 2 aux championnats monde de 2005, 2007 et 2008.
- : médaillé d'or en équipe mixte aux championnats monde de 2007, 2008, 2009 et 2011.
- : médaillé d'argent en bob à 2 aux championnats monde de 2003, 2004 et 2012.
- : médaillé d'argent en équipe mixte aux championnats monde de 2012 et 2013.
- : médaillé de bronze en bob à 2 aux championnats monde de 2013.

### Coupe du monde
- 9 globe de cristal : 
  - Vainqueur du classement bob à 2 en 2003, 2004, 2005, 2006, 2007, 2008, 2009, 2010 et 2011.
- 76 podiums  : 
  - en bob à 2 : 46 victoires, 19 deuxièmes places et 16 troisièmes places.
- 5 podiums en équipe mixte : 4 victoires et 1 troisième place.

#### Détails des victoires en Coupe du monde
| Édition   | Bob à 2                                                         |
| 2001-2002 | Winterberg x2 Königssee Igls x2                                 |
| 2002-2003 | Calgary Park City x2 Lake Placid x2                             |
| 2003-2004 | Calgary x2 Lake Placid Lillehammer x2                           |
| 2004-2005 | Winterberg Igls Cortina d'Ampezzo Césane Lake Placid            |
| 2005-2006 | Calgary Lake Placid Igls Cortina d'Ampezzo                      |
| 2006-2007 | Cortina d'Ampezzo Igls Césane Winterberg Königssee              |
| 2007-2008 | Park City Lake Placid Cortina d'Ampezzo Saint-Moritz Winterberg |
| 2008-2009 | Altenberg Saint-Moritz x2                                       |
| 2010-2011 | Whistler Lake Placid x2 Winterberg Saint-Moritz                 |
| 2012-2013 | Igls Sotchi                                                     |
| 2013-2014 | Winterberg                                                      |